# Yumemiru 15sai
"Yumemiru 15sai" (夢見る １５歳, "Sonhos de quem tem 15 anos") é o primeiro single das S/mileage, do Hello! Project. O single foi lançado a 25 de Maio de 2010. O single V foi lançado a dia 2 de Junho de 2010.

## Faixas

### Edição Normal
1. "Yumemiru 15sai" (夢見る １５歳, "Sonhos de quem tem 15 anos")
2. "Thank You! Crème Brûlée no Yuujou" (サンキュ！クレームブリュレレの友情, "Obrigada! Amizade de Crème Brûlée")
3. "Yumemiru 15sai (Instrumental)"

Edição Limitada A 
1. "Yumemiru 15sai (Dance-Shot Ver.)" (夢見る １５歳 (Dance-Shot Ver.))

Edição Limitada B 
1. "Yumemiru 15sai (Another Ver.)" (夢見る １５歳 (Another Ver.))

### Single V (DVD)
1. "Yumemiru 15sai (PV)" (夢見る １５歳 (PV))
2. "Yumemiru 15sai (Close-up Ver.)" (夢見る １５歳 (Close-up Ver.))
3. "Making of" (メイキング映像)

## Promoção

### Performances
- [22/05] Tv Tokyo "MelodiX" [3]
- [23/05] Final da liga "BJ League" de Basquetbol profissional do Japão
- [28/05] NHK "WEST WIND" [4]
- [30/05] NHK "Music Japan" (Programa dedicado especialmente a idolos do Japão) [5]
- [04/06] "Happy Music" [6]

### Programas de Televisão
- [24/04] Myuu Sata
- [25/05] Agressive Desu Kedo, Nani Ka?
- [25/05] GachiKame~
- [26/05] Sukkiri
- [27/05] Omoikirii PON! (Sem Ogawa Saki)
- [27/05] MuJack (Kansai)
- [29/05] do desu ka!
- [29/05] Jouhou Zaurus
- [29/05] Ericore
- [29/05] Sata Ahaa!
- [07/06] Oguma no Beabeya
- [16/06] Oto no Moto
- [16/06] Sakiccho

Informação fornecida pelo site do Hello! Project e das S/mileage

### Programas de Rádio
- [17/05] "All Night Nippon" [7]
- [22/05] Fm Port "Music Convoy"
- [29/05] NACK 5 "HITS! The Town" [8]
- [29/05] interFM "76records"
- [30/05] FM-FUJI "SUNDAY IN THE PARK"

### Revistas
- [ABRIL] UTB
- [ABRIL] B.L.T.
- [ABRIL] Radio Bangumi (Fukuda Kannon e Maeda Yuuka)
- [MAIO] B.L.T.[9]
- [MAIO] Shinseidou Free Paper.
- [MAIO] BOMB
- [25/05] BIG ONE GIRL
- [25/05] YanYan
- [27/05] Memew
- [01/06] Monthly De☆View
- [01/06] Nikkei Entertainment!
- [03/06] Ciao
- [23/06] UTB (Capa da Revista)

## Membros do Grupo
- Wada Ayaka
- Fukuda Kanon
- Yuuka Maeda
- Ogawa Saki

## Posições no Oricon

### Single
| Segunda | Terça | Quarta | Quinta | Sexta | Sabado | Domingo | Lugar | Vendas | Total de Vendas |
| ------- | ----- | ------ | ------ | ----- | ------ | ------- | ----- | ------ | --------------- |
| --      | #5    | #11    | #8     | #14   | #6     | #5      | #5    | 20,438 | 20,438          |
| #17     | #48   | --     | --     | --    | #13    | --      | #34   | *2,617 | 23,055          |
| --      | --    | --     | --     | --    | #24    | --      | #58   | *1,466 | 24,521          |
| --      | --    | --     | --     | --    | --     | --      | '     | **,415 | 24,936          |

### Single V
| Segunda | Terça | Quarta | Quinta | Sexta | Sabado | Domingo | Lugar | Vendas | Total de Vendas |
| ------- | ----- | ------ | ------ | ----- | ------ | ------- | ----- | ------ | --------------- |
| --      | #4    | #7     | #5     | #7    | #8     | #13     | #7    | 2,022  | 2,022           |
| --      | --    | --     | --     | --    | --     | --      | #28   | *,524  | 2,546           |

## Performances em Concertos
- 2010nen Hello! Pro Egg Norimen LIVE 2gatsu
- Special Joint 2010 Haru ~Kansha Mankai! Mano Erina 2 Shuunen Totsunyuu & S/mileage Major Debut e Sakura Sake! Live~